# 大塚愛菜
大塚愛菜（1998年4月3日—）Hello! Pro研修生第十二期成員。為Hello! Project旗下女子偶像團體組合Juice=Juice的成員之一。
隸屬於UP-FRONT AGENCY公司。曾參與早安少女組第九期成員選拔、S/mileage第二期成員選拔。
於2013年7月5日，由官網正式宣布退出Juice=Juice及Hello! Pro研修生。

## 簡歷
- 2010年，參加早安少女組第九期甄選，並進入最終合宿選拔。

### 2011
- 7月，在「ハロプロエッグ 夏期休暇前スペシャル！～新人さん！？、いらっしゃ～い！～」活動中宣佈成為Hello! Project Egg[1]第十二期成員。同期的還有茂木美奈實、小川麗奈。
- 參加S/mileage第二期成員選拔。

### 2012
- 9月23日，開始擔任S/mileage的秋控演唱會伴舞，期間因右膝蓋關節韌帶受傷而暫停演出。
- 10月27日，發行Hello! Pro研修生的第一張單曲《彼女になりたいっ！！！》，成為五個選拔成員之一。

### 2013
- 2月3日，「Hello! Project 誕生15周年記念Live 2013冬」中發表組成團體，第一彈成員為宮本佳林、高木紗友希、大塚愛菜、植村あかり、金澤朋子，以及SATOYAMA MOVEMENT組合GREEN FIELDS成員宮崎由加。組合有增加或刪減成員的可能。[2]
- 2月25日，製作人淳君在部落格發表了新團體的名稱及團名含意。[3]
- 4月3日，發行第一張獨立製作單曲「在我說之前 請抱緊我」，於4月15日的日本公信榜單曲週榜取得第25名。是早安家族中首個以第一張獨立製作單曲就登上公信榜週榜的組合。
- 4月24日，開設官方Ameba部落格。
- 6月13日，於第三張獨立製作單曲「攀登到天空去!」發行活動中，淳君宣佈Juice=Juice於夏天正式出道。
- 7月5日，因家屬對合約的條件無法達成協議，提出了終止合約的要求，大塚愛菜從Juice=Juice和ハロプロ研修生脫退[4]。

### 2018
- 4月3日，舉行生日現場演出當天突然宣布引退。

## 特徵
- 製作人淳君曾評價其音質屬於很能被麥克風引導的聲音。同時亦是團中的主唱之一。
- 憧憬的前輩是℃-ute成員岡井千聖[5]。
- 個人十分喜歡運動。

## 演出
- ハロプロ エッグ 2011 発表会〜9月の生タマゴShow!〜（2011年9月11日、横浜BLITZ）
- ハロプロ エッグ 2012 発表会〜3月の生タマゴShow!〜（2012年3月31日、日本橋三井ホール）
- ハロプロ研修生 発表会 2012〜6月の生タマゴShow!〜（2012年6月17日、山野ホール）
- ハロプロ研修生 発表会 2012〜9月の生タマゴShow!〜（2012年9月9日、山野ホール）
- ハロプロ研修生 発表会 2012〜12月の生タマゴShow!〜（2012年12月9日、Shibuya O-EAST）
- ハロプロ研修生 発表会 2013〜3月の生タマゴShow!〜（2013年3月31日、横浜BLITZ)
- ハロプロ研修生 発表会 2013～春の公開実力診断テスト～（2013年5月5日、中野サンプラザ）
- ハロプロ研修生 発表会 2013〜6月の生タマゴShow!〜（2013年6月8日、メルパルク東京・15日、大阪御堂会館)

## 所屬團體
- Hello! Pro研修生（2011年～2013年）
- Juice=Juice（2013年）

## 作品
- 獨立製作時期發行單曲

1. 私が言う前に抱きしめなきゃね（2013年4月3日）
2. 五月雨美女がさ乱れる（2013年5月5日會場先行發售；6月12日一般發售)
3. 天まで登れ!（2013年6月12日）

## 外部連結
- Juice=Juice Hello!Project官方頁面 （页面存档备份，存于）
- Juice=Juice YouTube官方頁面 （页面存档备份，存于）
- Juice=Juiceオフィシャルブログ  （页面存档备份，存于）